# Malaiischer Falscher Vampir

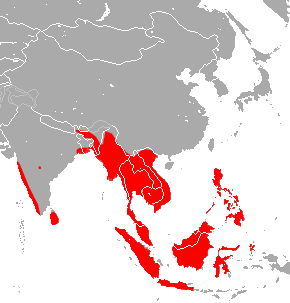
Verbreitungsgebiet des Malaiischen Falschen Vampirs

Der Malaiische oder Kleine Falsche Vampir (Megaderma spasma) ist ein in Südostasien verbreitetes Fledertier in der Familie der Großblattnasen. In Mammal Species of the World (2005) werden 17 Unterarten gelistet, mit dem Hinweis, dass die Abgrenzung zwischen ihnen unzureichend erforscht ist.

## Merkmale
Mit einer Kopf-Rumpf-Länge von 65 bis 82 mm, mit 56 bis 62 mm langen Unterarmen und einem Gewicht von 20 bis 31 g ist diese schwanzlose Art eine große Fledermaus. Der deutsche Name bezieht sich auf die großen Zähne, die anfänglich vermuten ließen, dieses Tier ernähre sich, wie die echten Vampire, von Blut. Kennzeichnend sind die großen, auf der Stirn vereinten Ohren mit einem Tragus, der einem Doppelblatt gleicht. Das Nasenblatt hat eine ovale Grundform und eine mittlere herzförmige Verdickung mit seitlichen Hautlappen. Der Körper ist mit Fell in verschiedenen Braun- und Grautönen bedeckt. Beim Malaiischen Falschen Vampir sind Ohren, Nasenblatt und Flughäute dunkelgrau bis graubraun. Im Oberkiefer fehlen die Schneidezähne, so dass sich eine Zahnformel von I 0/2, C 1/1, P 2/2, M 3/3 ergibt, womit sich 28 Zähne im Gebiss befinden. Die Anzahl der Chromosomen im diploiden Chromosomensatz variiert. In Thailand und China liegt sie bei 38, während auf den Philippinen ein Wert von 46 ermittelt wurde.

## Verbreitung
Die Art ist von Indien und Sri Lanka über Bangladesch bis in den Süden von China, Vietnam, die Philippinen sowie über die Malaiische Halbinsel bis nach Java, Sulawesi und Halmahera verbreitet. Sie fehlt im Osten des indischen Subkontinents und ist nicht von allen Inseln der Philippinen bestätigt. Diese Fledermaus lebt im Flachland und in Gebirgen bis 1600 Meter Höhe. Sie hält sich in Regenwäldern und anderen feuchten Landschaften auf.

## Lebensweise
Kleine Gruppen nutzen Höhlen, Bergbaustollen, selten genutzte Gebäude, Dachkammern, Baumhöhlen und umgestürzte Baumstämme am Tag als Ruheplatz. Die Exemplare halten gewöhnlich etwas Abstand. Nur bei Störungen rücken sie dichter aneinander. Selten wird das Quartier mit dem Indischen Falschen Vampir geteilt. Der Malaiische Falsche Vampir fliegt schnell und dicht über dem Grund. Er jagt Schmetterlinge, Käfer, Hautflügler und andere Insekten. Ob kleinere Wirbeltiere zur Beute zählen, ist umstritten. Die Nahrung wird mithilfe der Schwanzflughaut von Pflanzen oder dem Grund aufgesammelt und an einem ruhigen Platz verzehrt. Die Rufe zur Echoortung starten bei 130 kHz und enden bei 10 kHz. Die Exemplare haben zusätzlich für Menschen hörbare Schreie zur Kommunikation. Sie verlassen das Versteck etwa 30 Minuten nach dem Sonnenuntergang und kehren in der Nacht gelegentlich zurück. Winterschlaf oder Phasen von Torpor sind nicht bekannt. Die Gruppen bestehen aus männlichen und weiblichen Individuen und haben bis zu 27 Mitglieder. Der Malaiische Falsche Vampir unternimmt keine langen Wanderungen, kann jedoch das Versteck wechseln.
Nach der Paarung zwischen November und Januar erfolgt die Geburt des einzelnen Jungtieres nach 150 bis 160 Tagen Trächtigkeit. Selten kommen Zwillinge vor. Es erhält zwei bis drei Monate Muttermilch und ist danach flugfähig. In den ersten Wochen trägt die Mutter ihr Jungtier. Ältere Jungtiere werden von Weibchen mit Insekten gefüttert.

## Gefährdung
Die Bedrohungen für den Bestand sind meist lokaler Natur. So können sich Störungen an den Ruheplätzen, Brandrodungen und andere Landschaftsveränderungen negativ auswirken. Von manchen Exemplaren werden Körperteile in der traditionellen Medizin oder ölige Drüsensekrete zur Kleinkindpflege genutzt. Der Malaiische Falsche Vampir kommt in mehreren Schutzgebieten vor. Die IUCN schätzt die Gesamtpopulation als groß ein und listet die Art als nicht gefährdet (least concern).